# Rodzina Flodderów
Rodzina Flodderów (oryg. Flodder) – holenderska komedia z 1986 roku w reżyserii Dicka Maasa. Zdjęcia kręcono m.in. w prowincji Limburgia oraz w Brukseli.

## Opis fabuły
Film opowiada historię antyspołecznej rodziny przeniesionej do luksusowej dzielnicy z nadzieją, że nowe otoczenie korzystnie przyczyni się do ich procesu resocjalizacji. Zderzenie dwóch światów obfituje w wiele komicznych sytuacji.

## Obsada
- Nelly Frijda – Geertruida Flodder (matka)
- Huub Stapel – Johnny Flodder (najstarszy syn)
- René van 't Hof – Kees Flodder (starszy syn)
- Tatjana Simić – Kees Flodder (najstarsza córka)
- Lou Landré – Jacques "Sjakie" van Kooten (pracownik socjalny)
- Jan Willem Hees – dziadek Flodder
- Nani Lehnhausen – Toet Flodder (młodsza córka)
- Horace Cohen – Henkie Flodder (młodszy syn)
- Herbert Flack – Pułkownik Wim Kruisman
- Apollonia van Ravenstein – Yolanda Kruisman
- Bert André –Arie Neuteboom (sąsiad)
- Lettie Oosthoek – Clarissa Neuteboom (sąsiadka)

## Nagrody
W 1987 film zdobył nagrodę Złotego Cielca (Gouden Kalf) w kategorii najlepsza reżyseria.
Natomiast w 2007 został zaliczony do Kanonu filmu holenderskiego (Canon van de Nederlandse Film).

## Kontynuacje
Kilka lat po premierze filmu nakręcono dwa sequele: Flodderowie w Ameryce (1992) oraz Flodderowie − Ostateczna rozgrywka (1995). W latach 1993–1998 powstał również serialowy spin-off liczący 62 odcinki. W Polsce wydano 6 kaset VHS z przygodami rodziny Flodder. Trzy pierwsze tytuły to wersje kinowe, natomiast trzy ostatnie to filmy stworzone na bazie serialu.
1. Rodzina Flodderów (1986) org. tyt. Flodder
2. Flodderowie w Ameryce (1992) org. tyt. Flodder in Amerika!
3. Flodderowie − Ostateczna rozgrywka (1995) org. tyt. Flodder 3
4. Flodderowie znowu w domu! (1994) (na bazie serialu)
5. Flodderowie − Baw się razem z nami (1994) (na bazie serialu)
6. Flodderowie − Wszystko dobre co się dobrze kończy (1994) (na bazie serialu)